# Lijst van voetbalinterlands Antigua en Barbuda - Guyana (vrouwen)
Deze lijst van voetbalinterlands is een overzicht van alle officiële voetbalinterlands tussen de nationale vrouwenteams van Antigua en Barbuda en Guyana. De landen hebben tot nu toe twee keer tegen elkaar gespeeld.

## Wedstrijden
| № | Plaats       | Datum             | Competitie                            | Wedstrijd                   | Uitslag |
| - | ------------ | ----------------- | ------------------------------------- | --------------------------- | ------- |
| 1 | Saint George | 20 september 2023 | CONCACAF W Gold Cup 2024 kwalificatie | Antigua en Barbuda − Guyana | 2 − 1   |
| 2 | Paramaribo   | 3 december 2023   | CONCACAF W Gold Cup 2024 kwalificatie | Guyana − Antigua en Barbuda | 3 − 0   |

## Samenvatting
| Competitie                       | Totaal gespeeld | Winst Antigua en Barbuda | Gelijk | Winst Guyana | Doelsaldo Antigua en Barbuda – Guyana |
| -------------------------------- | --------------- | ------------------------ | ------ | ------------ | ------------------------------------- |
| CONCACAF W Gold Cup kwalificatie | 2               | 1                        | 0      | 1            | 2 − 4                                 |
| Totaal                           | 2               | 1                        | 0      | 1            | 2 − 4                                 |